# Clarke County (Iowa)
Das Clarke County ist ein County im US-amerikanischen Bundesstaat Iowa. Im Jahr 2020 hatte das County 9748 Einwohner und eine Bevölkerungsdichte von 8,7 Einwohnern pro Quadratkilometer. Der Verwaltungssitz (County Seat) ist Osceola.

## Geografie
Das County liegt im Süden von Iowa, ist im Süden etwa 40 km von Missouri entfernt und hat eine Fläche von 1118 Quadratkilometern, wovon zwei Quadratkilometer Wasserfläche sind.
An das Clarke County grenzen folgende Nachbarcountys:
|                 | Madison County Warren County |              |
| Union County    |                              | Lucas County |
| Ringgold County | Decatur County               | Wayne County |

## Geschichte

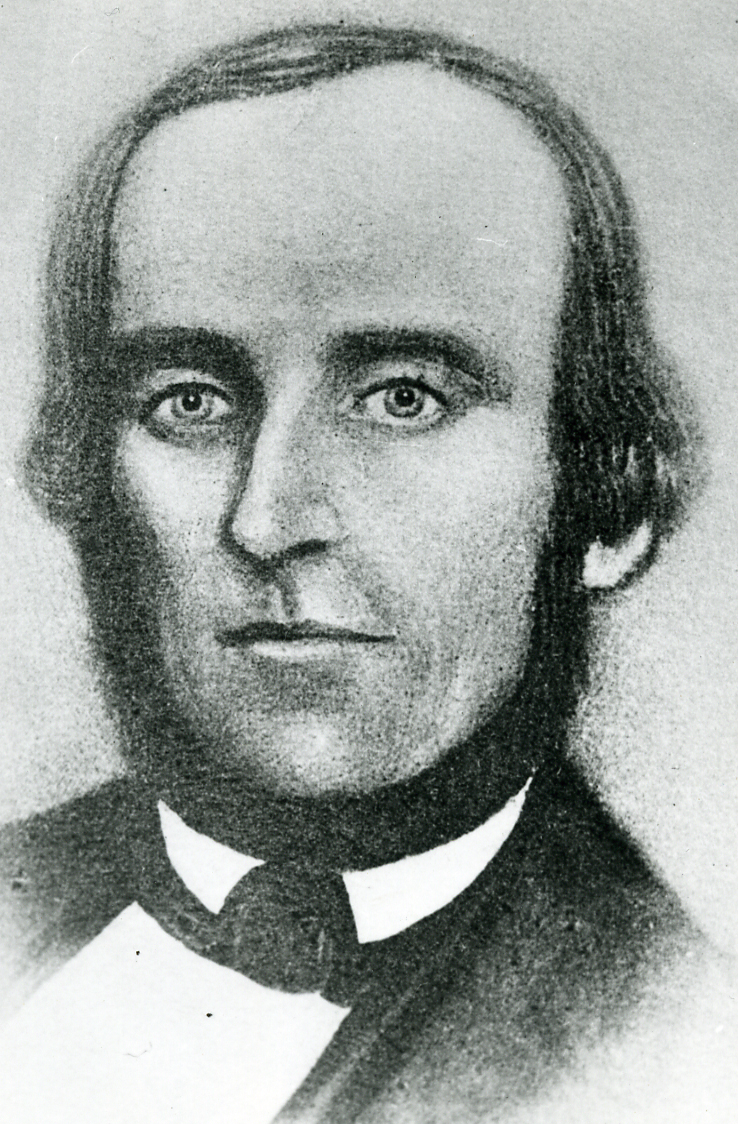
Clarke

Das Clarke County wurde am 13. Januar 1846 als Originalcounty aus als frei bezeichneten – in Wirklichkeit aber von Indianern besiedelten – Territorium gebildet. Benannt wurde das County nach James Clarke (1812–1850), dem letzten Gouverneur des Iowa-Territoriums (1845–1846).
Die ersten weißen Siedler in dieser Gegend waren 1846 die Mormonen, die, auf ihrem Weg nach Salt Lake City in Utah, etwa 10 km von Osceola entfernt, den Winter verbrachten. Die ersten permanenten Siedler waren wohl Robert Jamison und John Kyte. Ab 1851 begann dann die Besiedlung im größeren Stil. Der erste Jurist war P.J. Goss, der sich für 30 Jahre hier niederließ, bevor er nach Kansas zog.
Das erste Gerichtsgebäude wurde 1854 fertiggestellt und diente als solches bis 1883, als es von einem Unwetter zerstört wurde. Das nächste Gerichtsgebäude, dieses Mal erbaut aus Steinen, wurde 1892 fertiggestellt. Das dritte und noch heute benutzte Gerichtsgebäude wurde 1956 in Betrieb genommen. Die Hawkeye-Mühle nördlich von Osceola war die erste Mühle im County. Die nächste Mühle war dampfgetrieben und eine Kombination von Getreidemühle und Sägewerk.
Die erste Verbesserung der Transportsituation trat 1868 ein, als die Chicago, Burlington & Quincy Railroad ihre Gleise durch das County verlegte. 1881 kam noch die Nord-Süd-Verbindung hinzu, die Iowas Hauptstadt Des Moines und Osceola mit Missouri verband.

1907 waren alle Straßen in Osceola mit Steinen gepflastert, 1910 wurde die erste öffentliche Bibliothek eröffnet und 1911 mit dem Bau des Bluegrass Trail begonnen, heute bekannt als der U.S. Highway 34.

## Bevölkerung
Nach der Volkszählung im Jahr 2010 lebten im Clarke County 9286 Menschen in 3690 Haushalten. Die Bevölkerungsdichte betrug 8,3 Einwohner pro Quadratkilometer. In den 3690 Haushalten lebten statistisch je 2,43 Personen.
Ethnisch betrachtet setzte sich die Bevölkerung zusammen aus 94,3 Prozent Weißen, 0,4 Prozent Afroamerikanern, 0,3 Prozent amerikanischen Ureinwohnern, 0,4 Prozent Asiaten sowie aus anderen ethnischen Gruppen; 1,0 Prozent stammten von zwei oder mehr Ethnien ab. Unabhängig von der ethnischen Zugehörigkeit waren 10,0 Prozent der Bevölkerung spanischer oder lateinamerikanischer Abstammung.
25,3 Prozent der Bevölkerung waren unter 18 Jahre alt, 60,0 Prozent waren zwischen 18 und 64 und 16,7 Prozent waren 65 Jahre oder älter. 50,2 Prozent der Bevölkerung war weiblich.
Das jährliche Durchschnittseinkommen eines Haushalts lag bei 42.384 USD. Das Prokopfeinkommen betrug 22.168 USD. 12,0 Prozent der Einwohner lebten unterhalb der Armutsgrenze.

## Ortschaften im Clarke County
Citys
- Murray
- Osceola
- Weldon1
- Woodburn

Unincorporated Communities
- Hopeville
- Lacelle

1 – teilweise im Decatur County

## Gliederung
Das Clarke County ist in 12 Townships eingeteilt:
| Township           | Einwohner (2010) | FIPS     |
| ------------------ | ---------------- | -------- |
| Doyle Township     | 217              | 19-91077 |
| Franklin Township  | 148              | 19-91395 |
| Fremont Township   | 488              | 19-91470 |
| Green Bay Township | 248              | 19-91740 |
| Jackson Township   | 450              | 19-92106 |
| Knox Township      | 242              | 19-92322 |

| Township            | Einwohner (2010) | FIPS     |
| ------------------- | ---------------- | -------- |
| Liberty Township    | 401              | 19-92445 |
| Madison Township    | 151              | 19-92757 |
| Osceola Township    | 392              | 19-93213 |
| Troy Township       | 1064             | 19-94134 |
| Ward Township       | 263              | 19-94422 |
| Washington Township | 293              | 19-94476 |

Die Stadt Osceola gehört keiner Township an.